# 特勒思弗洛斯 (將軍)
特勒思弗洛斯（希臘語：Tελεσφoρoς , 前四世紀人物），是安提柯麾下的將軍，很可能他是安提柯的侄子。
第三次繼業者戰爭爆發，前313年特勒思弗洛斯率領50艘戰艦和一支龐大的軍隊派到伯羅奔尼撒去，要去對付卡山德和波利伯孔。起初他的軍事行動相當成功，並把伯羅奔尼撒的大部分馬其頓駐軍都驅離，僅除了科林斯和西库翁，其中西库翁是波利伯孔的根據地。特勒思弗洛斯和另一名將軍邁迪亞斯（Medius）合軍後，卡山德率軍圍攻俄瑞烏斯（Oreus），於是兩人率艦隊前去援救，但遭到大敗，損失不少船隻。
前312年夏季，安提柯派遣他的侄子托勒密為伯羅奔尼撒戰線的最高指揮，托勒密的軍事行動很成功，一舉攻入波奧蒂亞。特勒思弗洛斯一來不滿地位下降，二來忌妒托勒密的成就，他決定發動叛變，並誘使他的士兵跟隨他，在伊利斯（Elis）建立自己的勢力，他還劫掠奧林匹亞聖地的財寶。托勒密聽聞特勒思弗洛斯，立即回軍擊敗特勒思弗洛斯，收復奧林匹亞。後來不久，特勒思弗洛斯被迫臣服於托勒密。

## 來源
1. ↑   西西里的狄奧多羅斯, Bibliotheca, xix. 74, 75
2. ↑   西西里的狄奧多羅斯 Bibliotheca, xix., 87

- 威廉·史密斯，《希腊羅馬的神話和傳記辭典》,, "Telesphorus" （页面存档备份，存于）, 波士頓, (1867)